# Häckvicker
Häckvicker (Vicia sepium) är en flerårig ört tillhörande familjen ärtväxter.
Bladen är parbladigt sammansatta med 4 till 8 småblad och längst ut finns ett klänge. Varje småblad har en tydlig mittnerv. Arten blommar från juli till augusti. Den har 2 till 5 stycken blommor som är mellan 12 och 15 millimeter stora och som förekommer i varierande toner mellan violett, rosalila och blålila. Frukten utgörs av en, 20 till 30 millimeter lång, kal balja innehållandes 3 till 10 frö, som blir svart när den torkar.
Häckvicker växer ofta på relativt mager gräsmark, i häckar samt längs vägrenar. Den klänger normalt på annan vegeration.
Kan möjligtvis blandas ihop med kråkvicker. Arterna skiljs åt genom att kråkvicker har mindre, mörkgrönare småblad och fler småblad per bladskaft. Dessutom har häckvicker färre blommor och ofta en något rödare variant av den violetta färgen.

## Utbredning
Arten förekommer främst i Central- och Västeuropa, södra Norge, södra Sverige och södra Finland. Glest föredelade populationer hittas på Balkanhalvön, i Kaukasus och fram till Kazakstan. Häckvicker växer i låglandet och i bergstrakter upp till 2 200 meter över havet.

## Underarter och varieteter
Arten är mångformig och ibland urskiljs två underarter. Dessa erkänns dock inte alltid.
- Sydhäckvicker (subsp. sepium) - har uddspetsigt, äggformade småblad.
- Nordhäckvicker (subsp. montana) - har smalare, avlånga blad och blommor som är mindre och blekare.

## Genetik
Häckvicker har totalt 14 kromosomer.

### Artens namn
Artepitetet sepium kommer ifrån latinets sæpes som betyder häck, och åsyftar växtplatsen.

## Synonymer
Vicia basilei Sennen & Mauricio1

## Hot
För beståndet är inga hot kända. Hela populationen bedöms som stabil. IUCN listar arten som livskraftig (LC).